# 宗仙寺 (板橋区)
宗仙寺（そうせんじ）は、東京都板橋区にある日蓮本宗の寺院。

## 概要
1677年（延宝5年）、日順によって開山された。元々は河内国若江郡若江村（現・大阪府東大阪市）に位置していたが、明治初期の廃仏毀釈で寺運衰微してしまった。そこで寺勢挽回を図るべく、1888年（明治21年）に東京の現在地に移転した。
移転後の当寺住職日宝により、寺の堂宇が整備されたが、1945年（昭和20年）4月13日の空襲で、建物とともに日宝は焼死した（殉教）。現在の建物は戦後に再建されたものである。

## 寺宝等
- 曼荼羅（本尊）
- 日蓮坐像

## 交通アクセス
- 板橋区役所前駅より徒歩3分。